# USNS Impeccable
La USNS Impeccable è stata concepita dalla marina militare statunitense come capostipite di quattro unità. Per motivi di bilancio le altre tre vennero annullate e la Impeccable rimase esemplare unico.

## Struttura
Lo scafo a catamarano di tipo small waterplane area twin hull (SWATH) previene il forte rollio in condizioni di mare mosso e fornisce ulteriore spazio sul ponte per l'equipaggiamento acustico.
La dotazione caratteristica è quella di un sonar passivo (idrofono) rimorchiato di grandi dimensioni, il SURTASS (Surveillance Towed Array Sensor System), con una serie di sensori sistemati su un cavo, collegato ad un grosso argano, come fosse una rete a strascico. I segnali acustici non vengono processati a bordo ma inviati ai comandi americani di base a terra tramite il canale satellitare.
Anche questa viene considerata nave non combattente, infatti porta la sigla USNS - United States Naval Service e non USS come prefisso, e metà dell'equipaggio è civile.

## Storia

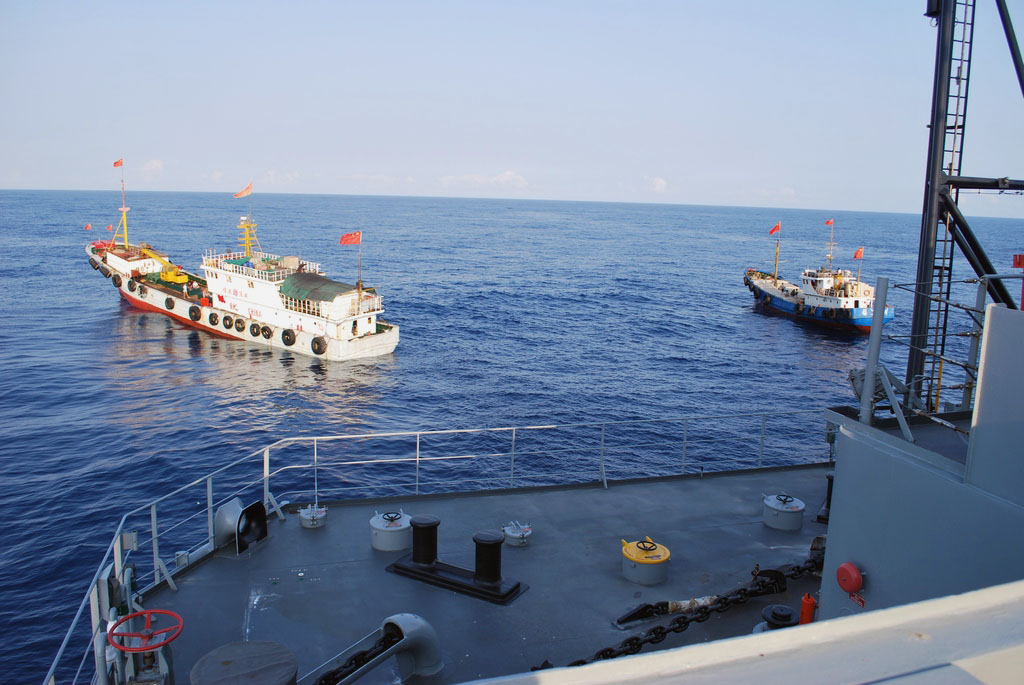
Due pescherecci cinesi si fermano direttamente davanti alla Impeccable, obbligandola ad un arresto di emergenza per evitare la collisione.

Un evento notevole nella storia di questa unità è stato un confronto con unità di vari servizi statali cinesi durante una missione di rilevamento elettronico nel Mar Cinese Meridionale. Il 5 marzo 2009 la Impeccable era in quell'area in missione di monitoraggio di attività subacquee quando venne avvicinata da una fregata della Marina dell'esercito popolare di liberazione (PLAN), che traversò la sua prua ad approssimativamente 50 m senza alcun contatto preliminare. Questo venne seguito meno di due ore dopo da un aereo cinese di tipo Y-12 che condusse 11 passaggi a bassa quota ad approssimativamente 200 m. Successivamente la fregata cinese traversò ancora la prua della Impeccable, questa volta ad una distanza di 400–500 m.
Il 7 marzo, una nave cinese da ricerca elettronica contattò la Impeccable via radio, definendo le sue operazioni illegali e ordinando alla Impeccable di lasciare l'area o di "sopportarne le conseguenze".

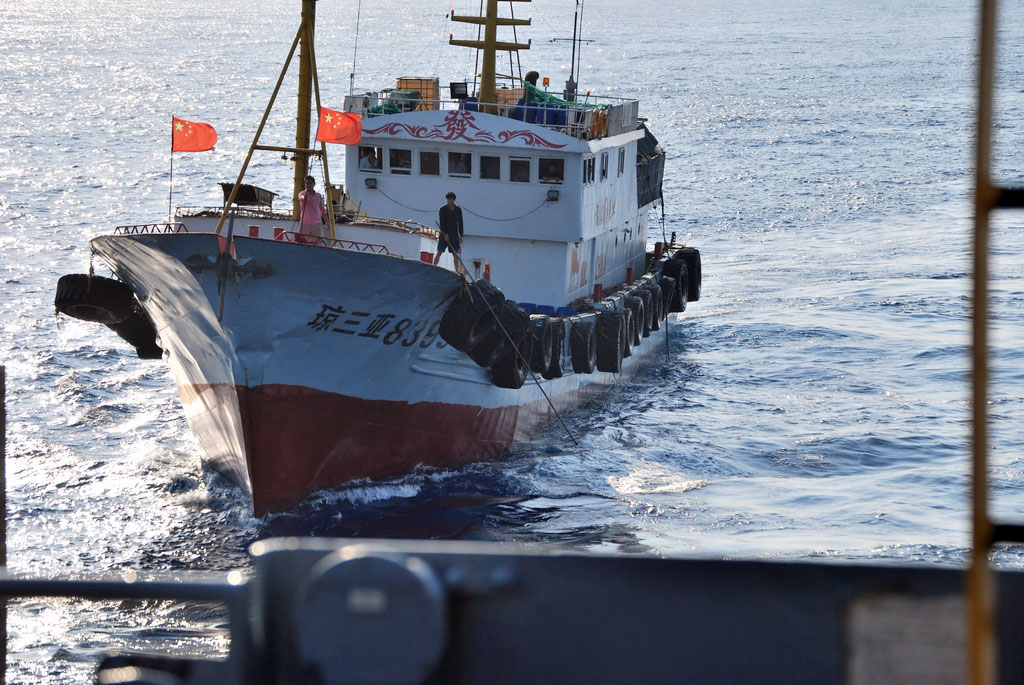
Un membro dell'equipaggio cinese sventola una bandiera cinese, mentre un altro tenta con un grappino di agganciare il sistema idrofonico filare rimorchiato della Impeccable.

Il giorno successivo, la nave venne circondata da cinque navi di diversi servizi statali cinesi, e reagì alle manovre ravvicinatissime dei battelli cinesi con gli idranti; ancora una volta venne obbligata a fermarsi da battelli che si piazzarono davanti alla sua prua, e ostacolata anche dopo aver manifestato le proprie intenzioni di lasciare l'area. A nave ferma, un membro dell'equipaggio di un battello cinese tentò di agganciare con un grappino il sonar rimorchiabile della nave.
Al fatto fece seguito una protesta ufficiale degli Stati Uniti in merito all'ostacolo ai diritti di libera navigazione in acque internazionali, cui i cinesi risposero con accuse di violazione della propria Zona Economica Esclusiva all'indirizzo statunitense.
Come risultato, il presidente statunitense Barack Obama diede ordine di far scortare la nave durante il prosieguo della missione dal cacciatorpediniere lanciamissili USS Chung-Hoon (DDG-93) della classe Arleigh Burke.